# Eufrasiusbasilikan
Eufrasiusbasilikan (kroatiska: Eufrazijeva bazilika) är en romersk-katolsk basilika i staden Poreč, Kroatien. Biskopkomplexet med, förutom själva basilikan, en sakristia, ett baptisterium och klocktornet i ärkebiskopens palats, är ett av de bästa exemplen på tidig bysantinsk konst i denna region. Tack vare detta exceptionella värde blev allt ett världsarv 1997.

## Historia
Den tidigaste basilikan tillägnades Sankt Maurus av Parentium och daterar sig till andra halvan av 300-talet. Golvmosaiken i dess oratorium, ursprungligen en del av ett romerskt hus, finns ännu bevarat i kyrkogården. Detta oratorium utvidgades redan samma århundrade till en kyrka med ett mittskepp och ett sidoskepp (basilicae geminae). Fisken (symbol för Kristus) på golvmosaiken daterar sig från denna period. Mynt som avbildar kejsar Valens (365–378), som hittats på samma plats bekräftar dessa dateringar.
Dagens basilika, tillägnad Jungfru Maria byggdes på 500-talet under biskop Eufrasius period. Bygget påbörjades år 553 på samma plats som den äldre bailikan som hade förfallit. För konstruktionen, användes delar av den gamla kyrkan och marmorblock importerades från Marmarasjöns kust. Mosaikerna på murarna skapades av bysantinska mästare och golvmosaiken av lokala experter. Byggandet tog omkring tio år. Eufrasius, som håller kyrkan i sina armar, finns representerad på en av mosaikerna i absiden, intill Sankt Maurus

## Beskrivning
Basilikan är en del av ett komplex med ett oktagonalt baptisterium, ett intilliggande klocktorn från 1500-talet, ett kollonomslutet atrium med gravplattor och arkeologiska medeltida fynd, ett biskopsresidens från 500-talet och ett votivkapell.
De två sidoskeppen är separerade från mittskeppet av 18 eleganta kollonader i grekisk marmor med rikt skulpterade bysantinska och romanska kapitäler, dekorerade med avbildningar av djur. De bär alla Sankt Eufrasius monogram. Bågarna mellan kapitälerna är dekorerade med stuckaturer.
I kyrkan finns även heliga objekt och andra konstverk från fornkyrkans tid, bysantinska tiden och från medeltiden. I votivkapellet, intill sakristian, finns relikerna efter Sankt Maurus och Sankt Eufrasius.

## Mosaiker

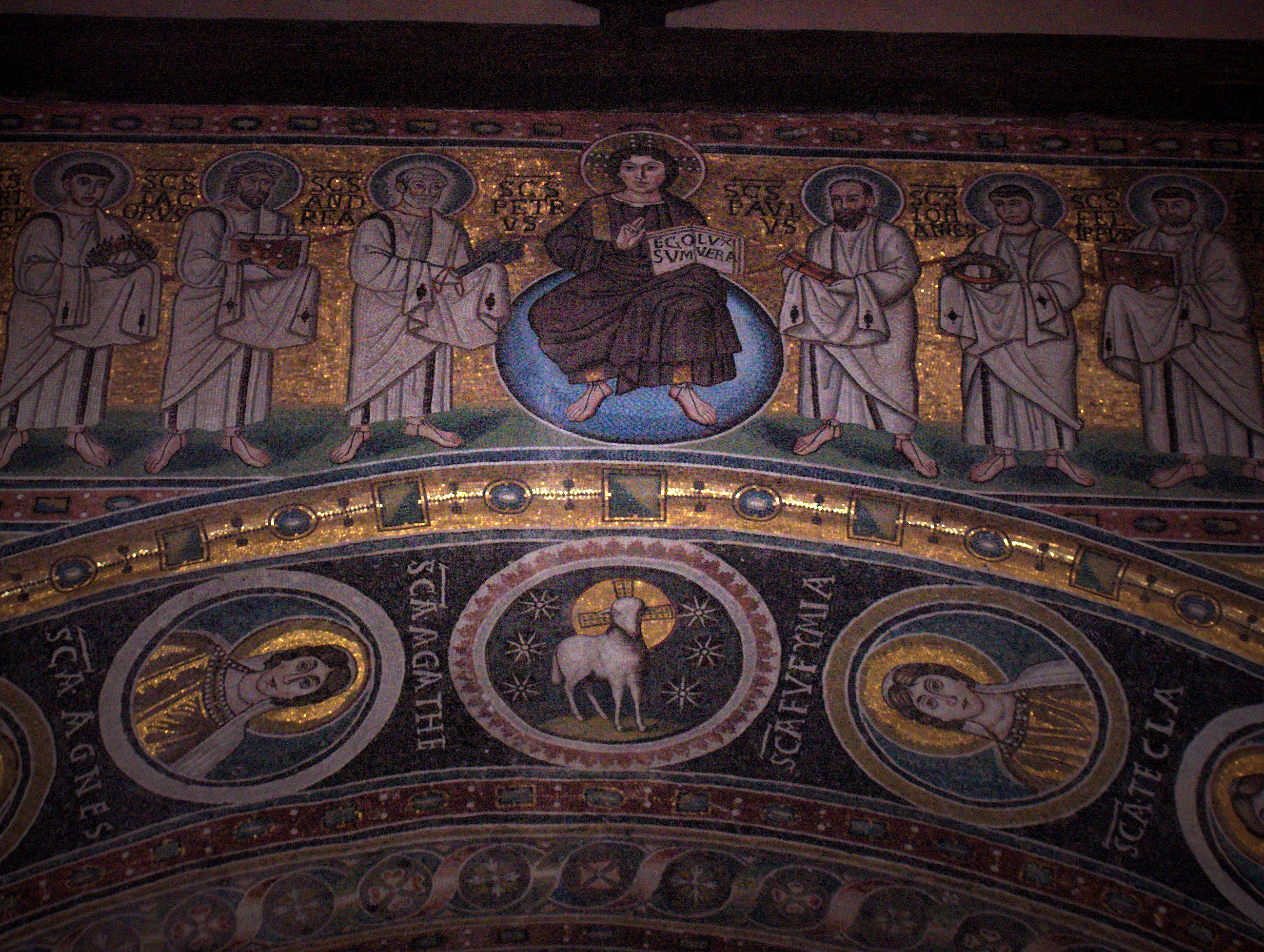
Kristus och de 12 apostlarna

Den mest slående objektet i bailikan är dess mosaik, som daterar sig från 500-talet, och som anses vara bland de bästa exemplen på bysantinsk konst i världen.
Mosaikerna i triumfbågen över absiden uppvisar Kristus som håller en öppen bok med texten "Ego sum Lux vera" (Jag är det sanna ljuset) med apostlarna, var och en med sitt attribut. Bågen nedanför har mosaikmedaljoner med Guds lamm och porträtt på tolv kvinnliga martyrer. Valvet ovanför absiden är dekorerad med mosaiker med Maria och barnet, sittande på den himmelska tronen, under The arch below contains mosaic medallions with the Lamb of God and portraits of twelve female martyrs. The vault over the apse is decorated with mosaics with Mary and Child, sitting on the Heavenly throne, under en krans hållen av en hand - en symbol för Gud Fader. Detta är den enda avbildning av jungfru Maria som finns i en tidig kristen basilika i västvärlden. Hon flankeras av änglar, biskop Eufrasius med en modell av kyrkan i sina händer; även lokala helgon finns avbildade, Sankt Maurus, Porečs första biskop och Istriens stift, och ärkediakonen Claudius. Barnet mellan Eufrasius och Claudius är åtföljda av inskriptionen "Eufrasius, ärkediakonens son". Alla står på en äng täckt med blommor.

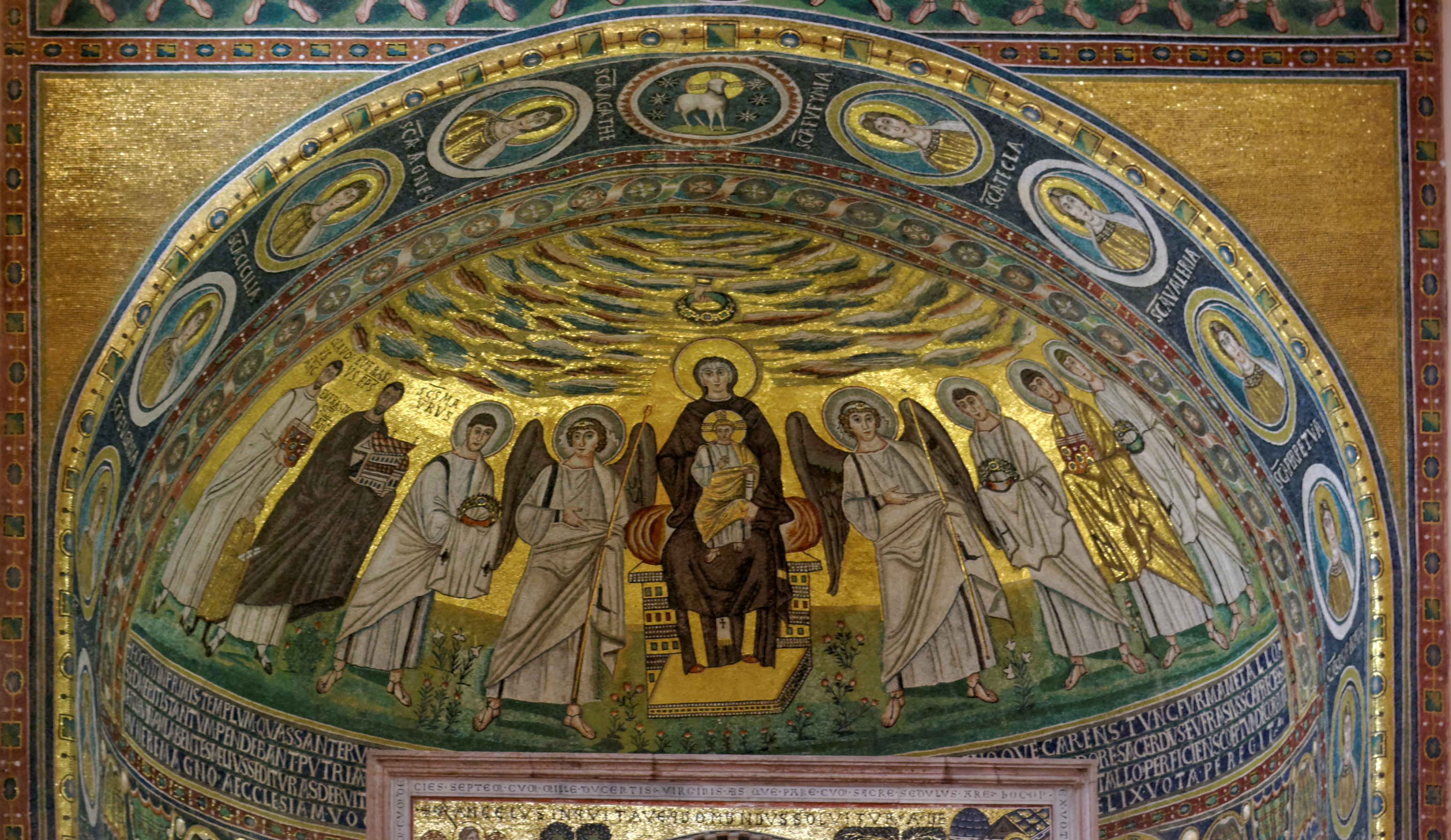
Mosaik med jungfru Maria och barnet
Andra från vänster: Sankt Eufrasius med modell av kyrkan.

De centrala mosaikerna mellan fönstren i absiden visar Bebådelsen och Marie besökelsedag. I bebådelsemosaiken reser en ängel sin hand för att indikera ett budskap i sin vänstra hand håller han en budbärares stav. Maria bär en purpuraktigt blå klänning och en slöja. Hon håller garn i sin vänstra hand. På andra sidan avbildar mosaikerna Marias besök hos Elisabeth. Båda bär tidsenliga liturgiska kläder med en cape full av flor. En liten kvinnlig figur tittar fram bakom gardinen i ett hus. De tre små medaljongerna avbildar Johannes döparen, Sackarias och en ängel. Mellan dessa två stora mosaiker finns mindre mosaiker som avbildar den unge Kristus med en gloria, och två martyrer med deras martyrkrona. I norra absiden är troligen Cosmas och Damianus, i den södra absiden Ursus (eller en annan biskop i Ravenna), samt Severus.

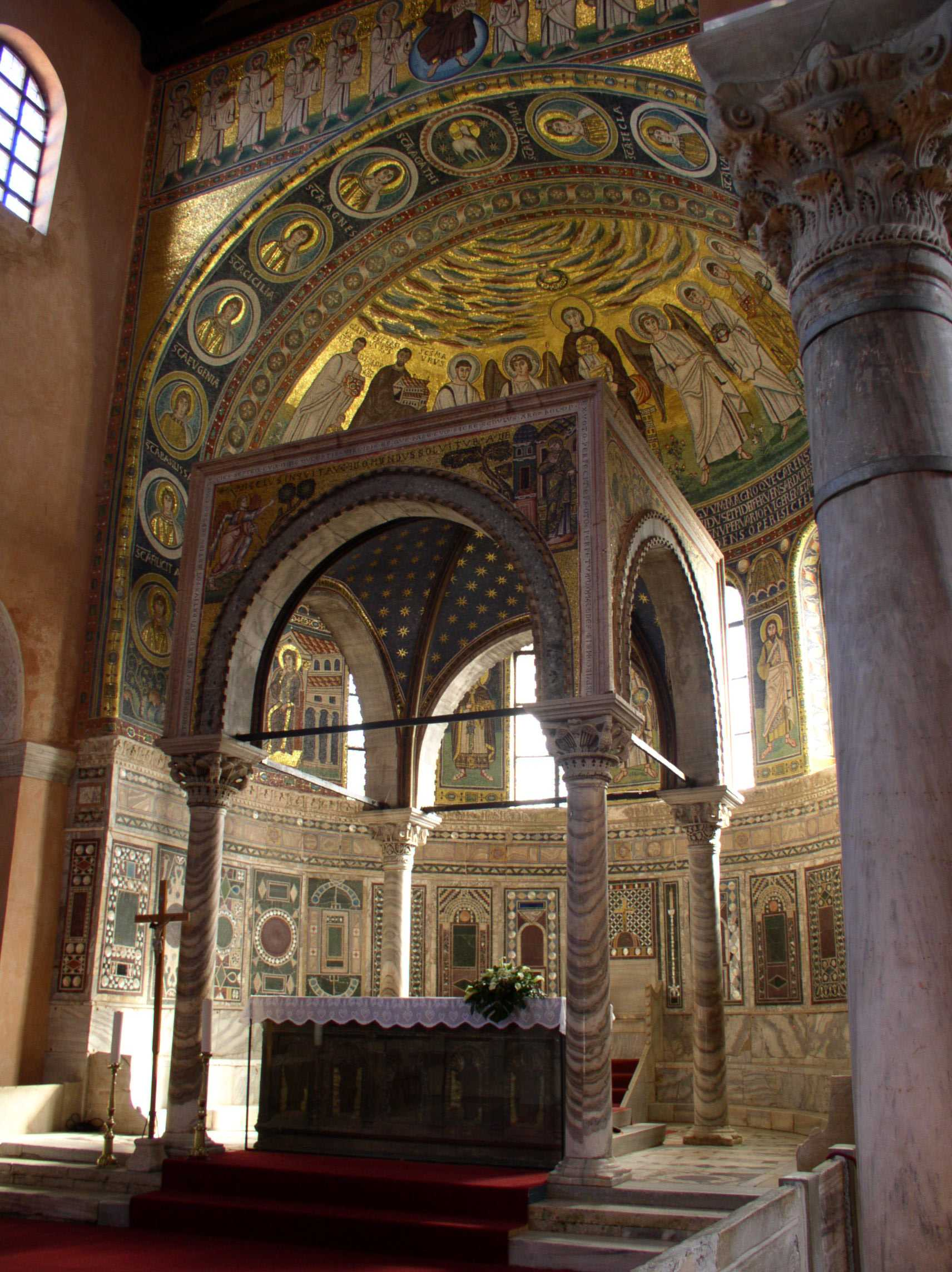
Ciborium

Absidens frontmur är inramad med ett tätt dekorerat band fyllt med lovprisningar av Eufrasius och hans arbeten. Den lägre delen av absiden är dekorerad med steninläggningar inbäddade med 
pärlemor. Delar av dessa kommer från en äldre panel. De består av 21 fält med 11 olika dekorationer. I mitten står biskopstronen, flankerad av ljusstakar.

## Ciborium
Absiden domineras av kyrkans ciborium i marmor, byggt 1277 på uppdrag av Otto, biskop i Poreč. Baldakinen, dekorerat med mosaiker, bärs upp av fyra marmorkolonner som härrör från ett äldre ciborium från 500-talet. Framsidan av baldakinen avbildar Bebådelsen. På 1400-talet beställde biskop Johann Porečanin en renässansrelief i Italien för altarets antependium, gjort av Italy a renässansrelief for the antependium of the altar, made of förgyllt silver. Altarskåpet målat av den venetianske konstnären Antonio Vivarini daterar sig från samma period. Den sista måltiden, målad av Palma den yngre är ett barockverk.